# Босаків Михайло Іванович
Босаків Михайло (14 листопада 1895, с. Жизномир, нині Україна – 14 січня 1987, м. Вінніпег, Канада) - поручник УГА, військовий командант Бучацького повіту часів ЗУНР, вчитель на Львівщині часів міжвоєнної Польщі, військовик дивізії «Галичина»,  підприємець у Канаді, вуйко братів Юліяна, Володимира Гуляків, Михайла Гуляків; двоюрідний брат Петра Босаківа (1911-1940). 

## Життєпис
Народився 14 листопада 1895 р. у с. Жизномир Бучацького повіту у  сім’ї землеробів Івана Босаківа (24/01/1857 -  05/03/1936 )., що був сином Дем’яна Босаківа та Євдокії Кобзар(Климів). та Данкович (Бачинської). Варвари (19/11/1867 - 1914 ).,  що була дочкою Олекси Данковича та Євдокії Бабій.Батьки взяли шлюб 16 листопада 1884 р.
Родина проживала в будинку під номером 95. Хресними батьками Михайла були Йосип Кобзар та Анна, що була дружиною Леона Колтуноватого..
Початкову освіту здобував у сільській школі, а після у Виділовій школі м. Бучача (орієнтовно у 1905 - 1913 р.). Після її закінчення навчається у вчительській семінарії м. Станиславова,  однак навчання перериває війна.
Мобілізований до війська 10 вересня 1915 р. Військову службу проходив у 36 піхотному полку ландверу. Мав звання лейтенанта. Нагороджений трьома степенями медалі «За хоробрість».
З 8 січня 1916 по 8 квітня 1916 р. проходив курс телефоністів.З травня 1916 р. на Італійському фронті. З січня по квітень 1917  р. навчався в офіцерській школі у м. Крнов та був повторно відправлений на Італійський фронт де перебував з травня 1917 р. і до 25 вересня 1918 р.
У вересні 1918 р. отримав запалення легень та перебував у шпиталі м. Пльзень.
Згідно автобіографічних даних перебував там до грудня 1918 р.. Однак цей факт піддається критиці оскільки є дані, що М. Босаків вже у листопаді 1918 р. перебував у Бучачі та був причетний до встановлення української влади у місті.
Підтверджує цей факт також те що 5 листопада 1918 р. М. Босаків взяв шлюб у с. Жизномир з Кобзар Стефанією.
З 14 листопада 1918 р. у війську УГА. Мав звання четаря. З 1 січня 1919 р. – надано звання поручника.. 
Згідно архівних даних обіймав посаду мобілізаційного референта у Бучацькому повіті  чи Начальника Військової Станиці.  Після переведення майора інженера Віктора Лучківа (1878-1930), що обіймав посаду військового команданта бучацького повіту до «Міністерства шляхів» його обов’язки перебрав Михайло Босаків.. 

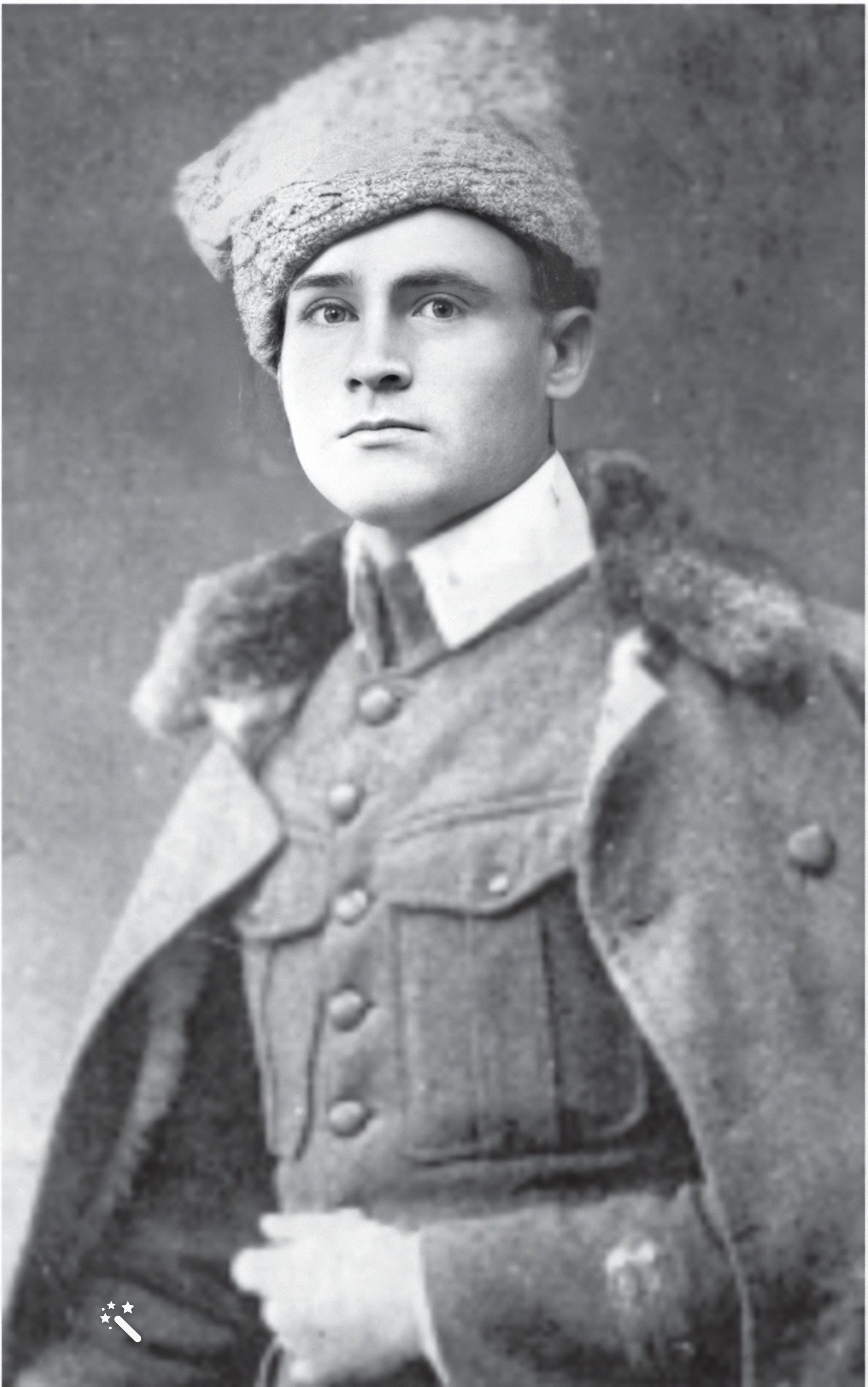
Михайло Босаків. Поручник УГА.

В 1920-1921 р.  – помічник, пізніше к-нт робітничої сотні в ЧСР(Михайлівка). В листопаді 1921 р.  отримав відпустку для навчання та оздоровлення.
Відомо, що на 5 листопада  1921 р. перебував в таборі інтернованих вояків УГА в Йозефові. Там же  обіймав посаду управителя школи.
В серпні 1923 р. повернувся до Галичини.
Розпочав педагогічну працю з 1 жовтня 1923 р. працюючи вчителем у школі с. Долішнє біля Моршина. У 1924 -  1926 р. працював у 4-класній школі с. Лани Бібрського повіту на Львівщині,  а з 1926 р. директором трьохкласної школи у с. Відники на Львівщині. Змінив на посаді Броніслава Чехака(1862 - 1926), який передчасно помер 21 квітня 1926 р. у віці 64 років.

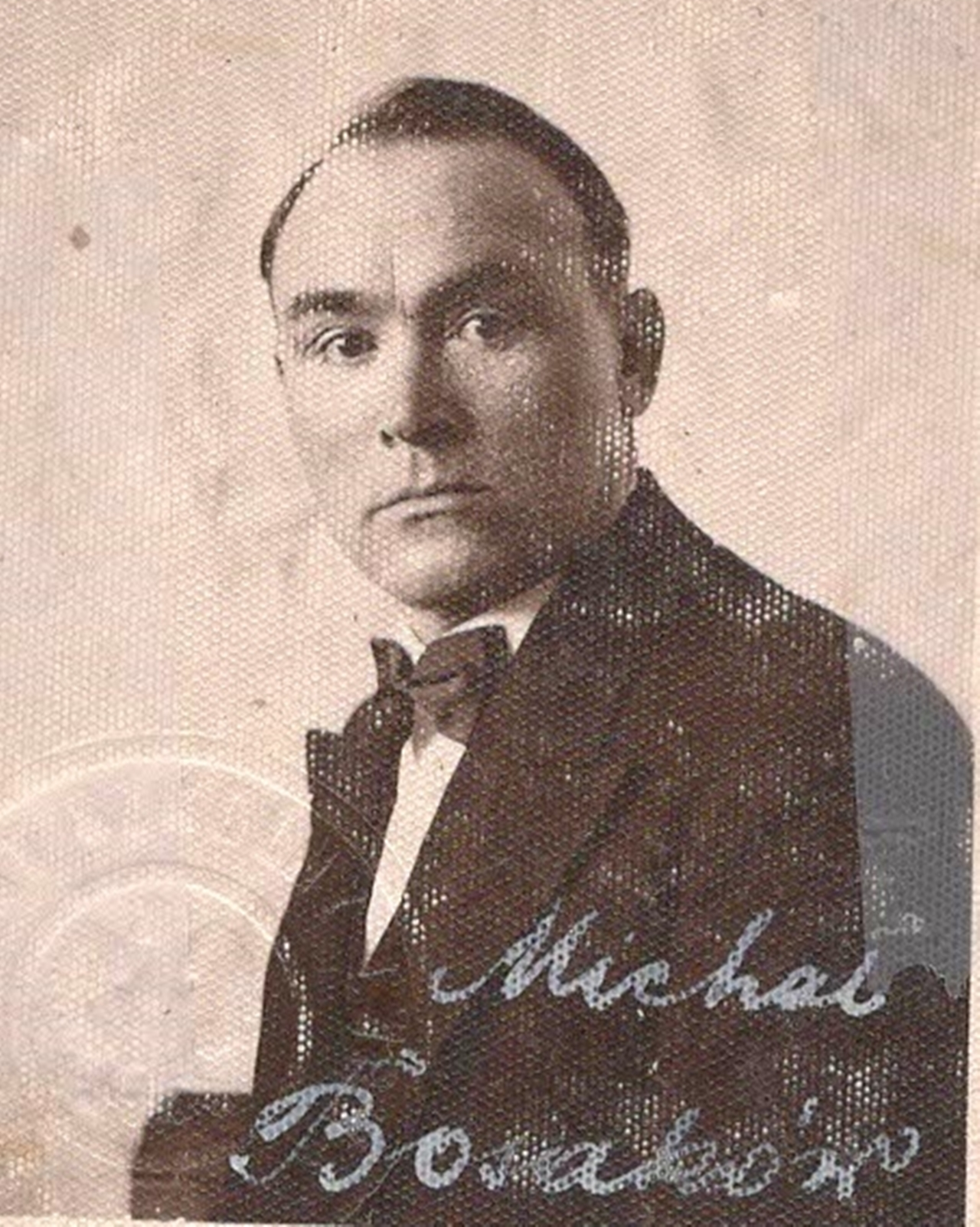
Михайло Босаків. Директор школи с. Відники.

У 1943 р. М. Босаків був призваний до дивізія «Галичина», як колишній офіцер УГА. Очевидно проходив верифікаційну комісію для здобуття офіцерського звання у дивізії.
Відома кореспонденція Михайла Босаківа з Іваном Керницьким (1913 - 1984) датована 1943 р.. З неї відомо що М. Босаків проходив військовий вишкіл офіцерів в Гайделягері. Згідно свідчень нащадків безпосередню участь у військових кампаніях не брав. Можна припустити, що Босаків був комісований з огляду на вік.
2 жовтня 1944 р. емігрував з Галичини. Правдоподібно з жовтня 1944 р.,  та на  10 серпня 1946 р. проживав у м. Кронах(Баварія) де працював дорожнім робітником. 
В результаті військових подій 1945 р. та поразки Німеччини потрапляє в табори для переміщених осіб. На початок 1946 р. М. Босаків  у Байройті стає членом місцевої «Секції українських письменників і журналістів», яку очолює колишній військовик УСС-УГА – Микола Угрин-Безгрішний. 
Родина проживала спочатку у таборах DP м. Мангайм, а на  1947 р. у м. Елльванген.

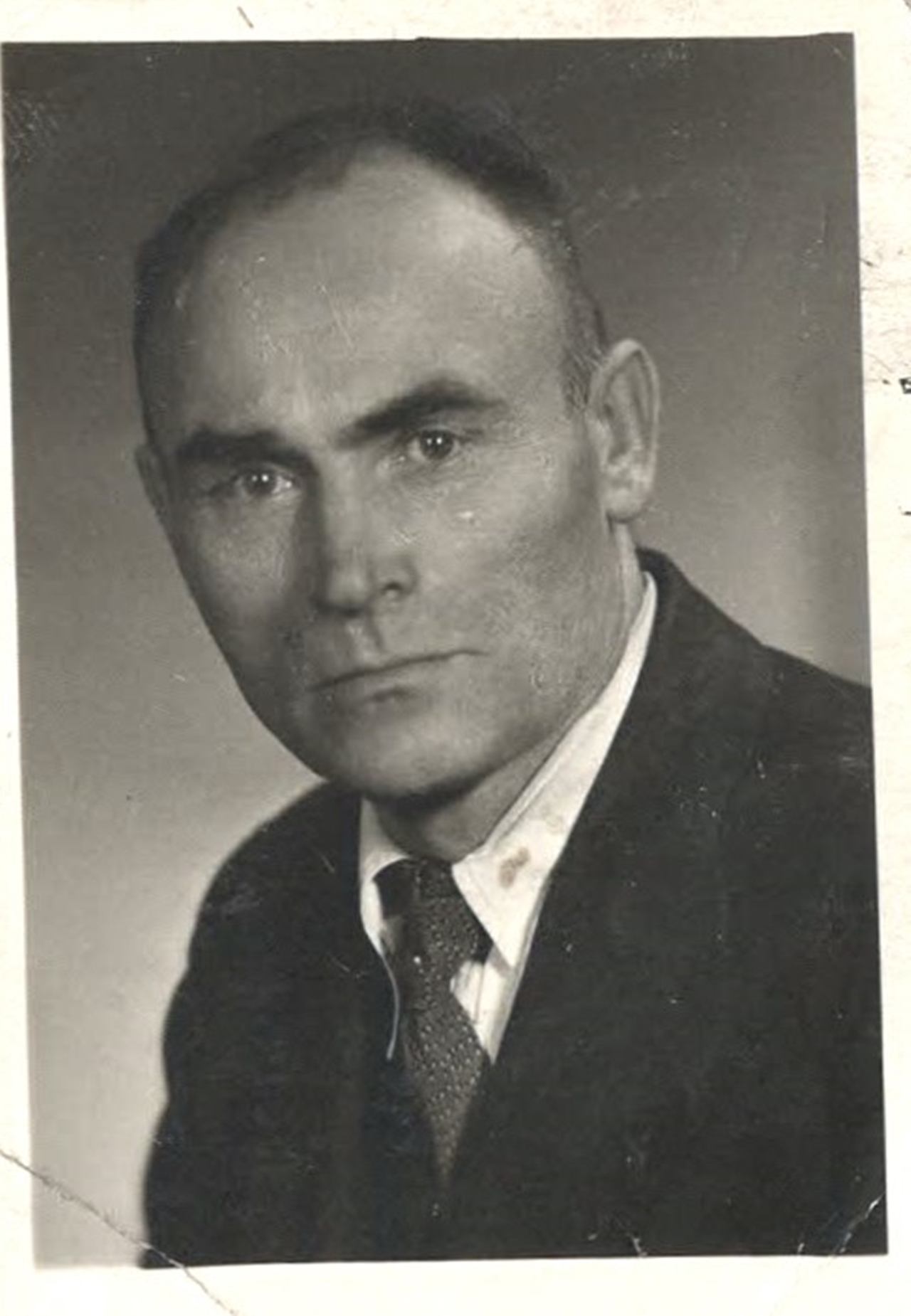
Михайло Босаків.

Іміграція до Канади  відбулася весною 1949 р. завдяки  допомозі старшого брата  - Андрія Босаківа(1890-1972).Тоді М. Босаків з родиною на судні «General Black » вирушив з порту м. Бремергафена до Канади.  
Коли родина М. Босаківа  приїхали до Канади, вони спочатку жили в Брокенхеді, Манітоба, з його рідним братом  Андрієм та його сім’єю. Приблизно через рік  переїхали до Вінніпегу, де шукали роботу. Дружина з дочкою працювали на швейній фабриці. М. Босаків  працював доглядачем у різних парках – косив траву, саджав дерева, тощо. Пізніше він знайшов роботу в деревообробному цеху, а потім у палітурній фірмі. Після того, як  отримав достатні фінансові кошти для придбання деякого обладнання розпочав власну справу – переплітав книги (переважно молитовники та Біблії) і керував фотостудією  «Lwiw», що розміщувалася за адресою : 720 Selkirk Ave.
Помер М. Босаків 14 січня 1987 р. Похований з дружиною на All Saints Cemetery  - West Saint Paul, Selkirk Census Division, Manitoba, Canada.

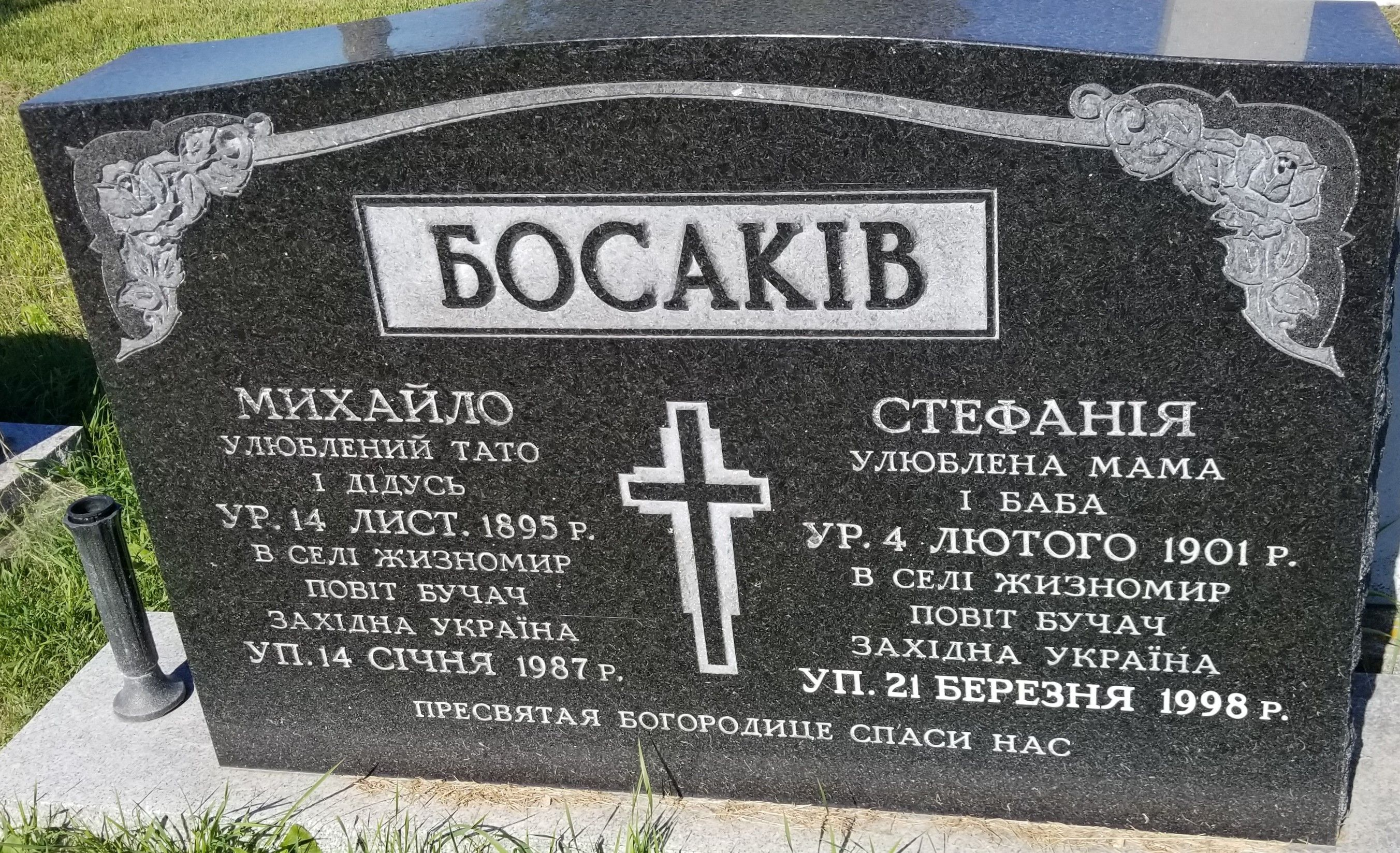
Могила Михайла та Стефанії Босаків на All Saints Cemetery - West Saint Paul, Selkirk Census Division, Manitoba, Canada.

## Родина
5 листопада 1918 р. у с. Жизномир  одружився з Кобзар Стефанією (04/02/1901, с. Жизномир – 21/03/1998, Winnipeg, Manitoba, Canada), що була дочкою Кобзара Юрія(Григорія)(01/05/1867 – 1944, с. Космач) та Луців Марії(09/01/1876 - ). Свідки шлюбу Дмитро Винник та Яків Гуляк.  
На той час їхній будинок під номером 37. 
Рідна сестра нареченої Кобзар Анна (03/10/1898 – 18/02/1988) стала дружиною вчителя Папірчука Івана (21/06/1891 – 28/09/1965)., що став кумом подружжя, а їх шлюб відбувся  в той же день , що і Михайла та Стефанії ;  сестра Іванна(біля. 1914-1916 – 20/07/1941, Умань ) та брат Богдан(1918 – біля 1940 р.) -репресовані радянською владою ; інша сестра Олена (13/01/1910 - 1998) з чоловіком Йосипом Пристаєцьким (04/03/1905 - 1967) та дітьми емігрувала до Канади.
28 січня 1919 р. Михайло Босаків був свідком на шлюбі своєї рідної сестри Катерини Босаків, що була вдовою Констянтина Гуляка, який загинув 13 грудня 1916 р. на фронті. Тоді сестра одружилася з уродженцем с. Зубрець – Степаном Гаврилюком (18/12/1889 - ).
7 січня 1920 р. у Жизномирі в подружжя народилась дочка Оксана-Ольга. Хресними батьками були Іван Папірчук (1891 - 1965)   та рідна сестра  Катерина Гуляк(Гаврилюк). Однак 20 лютого 1920 р.  дочка вже померла.
13 вересня 1921 р.  у Жизномирі  народилась дочка Марійка. Хресними батьками були Іван Папірчук  та Варвара Луців, що була дружиною Володимира Луціва. В метричній книзі запис про народження фігурує під будинком з  номером 5. 
На 1942 р. Марія  студентка «Державних медичних природознавчих професійних курсів» у Львові, якій було відмовлено у стипендії.   
У вересні 1943 р. студентка четвертого семестру вже згаданих курсів. Проживала у Львові за адресою Гоффманна 20  (суч. вул. Патріарха Димитрія Яреми). 
Про останні роки життя Марії у своїх спогадах згадує її двоюрідна сестра  Ольга Джуглей - Гаврилюк «У 1944 р. при евакуації села Жизномира (воєнна полоса над рікою Стрипою) Марійка попросила маму спакувати її речі і документи окремо. Мама так зробила, не знаючи про задум дочки. В Бучачі  на станції чекали поїзди до від’їзду. Як тільки всіла до вагону і поїзд рушив, Марійка зіскочила з вагону, щоб залишитись в УПА…» 
В УПА  мала псевдо – «Зірка».  Згідно пізніших даних з  1944 р. Марія Босаків була лікаркою Українського Червоного Хреста, що загинула у  1947 р. під час боїв УПА у лісі поблизу Коропця. Місце поховання невідоме.

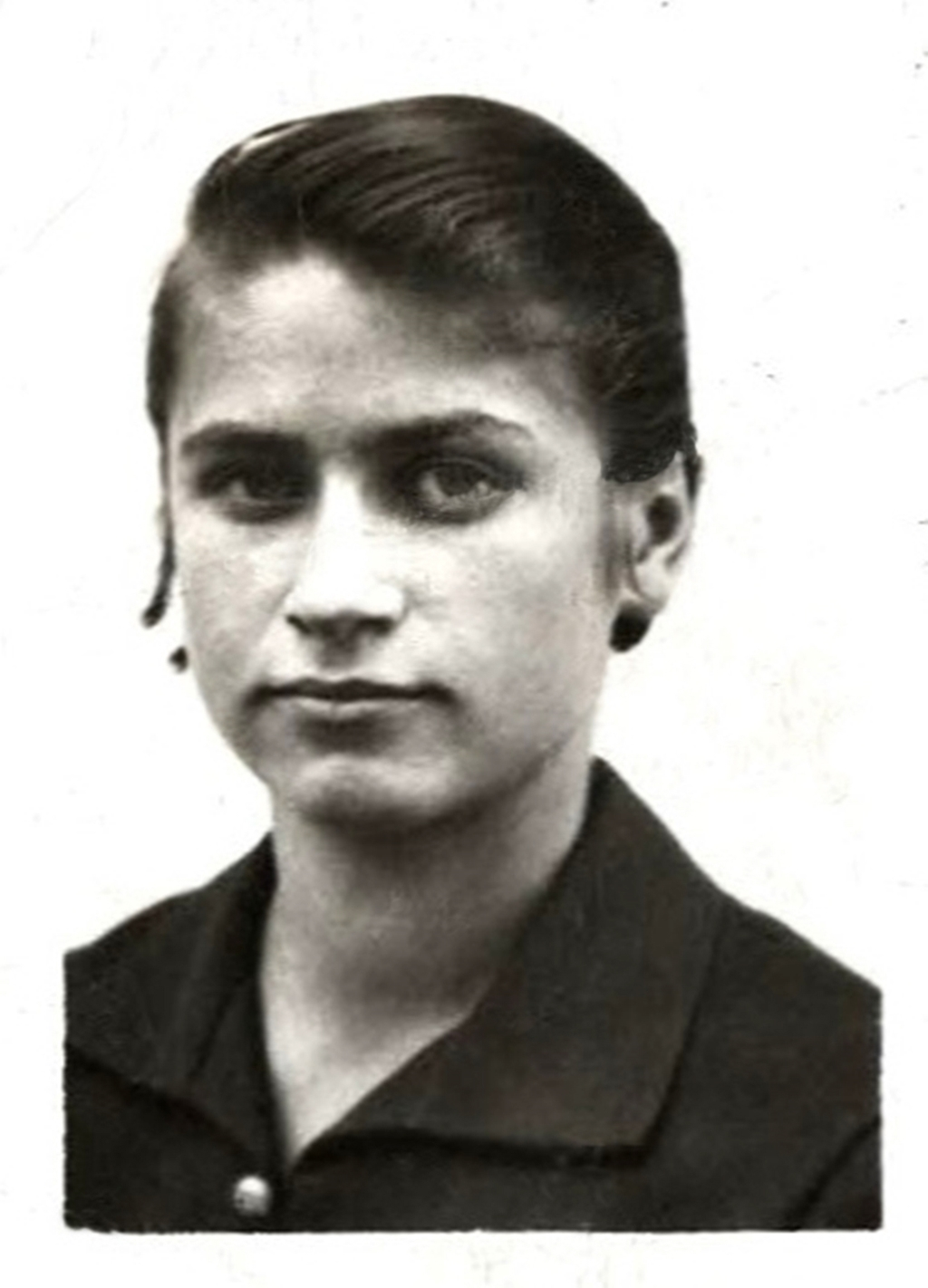
Марія Босаків.

21 січня 1925 р. у с. Жизномир народилась друга дочка Іванна. 27 вересня 1925 р. відбулось хрещення, яке проводив парох с. Сороки о. Володислав Носковський. Хресними батьками були Павло Пальчинський та Варвара, що була дружиною Володимира Луціва.  
В метричній книзі запис про народження фігурує під будинком з номером 5/25. 
Так само як і старша сестра Іванна була причетною до українського Руху Опору. Виконувала функції  зв’язкової в УПА. 
З 1944 р. з батьками емігрує до Європи, а пізніше до Канади.

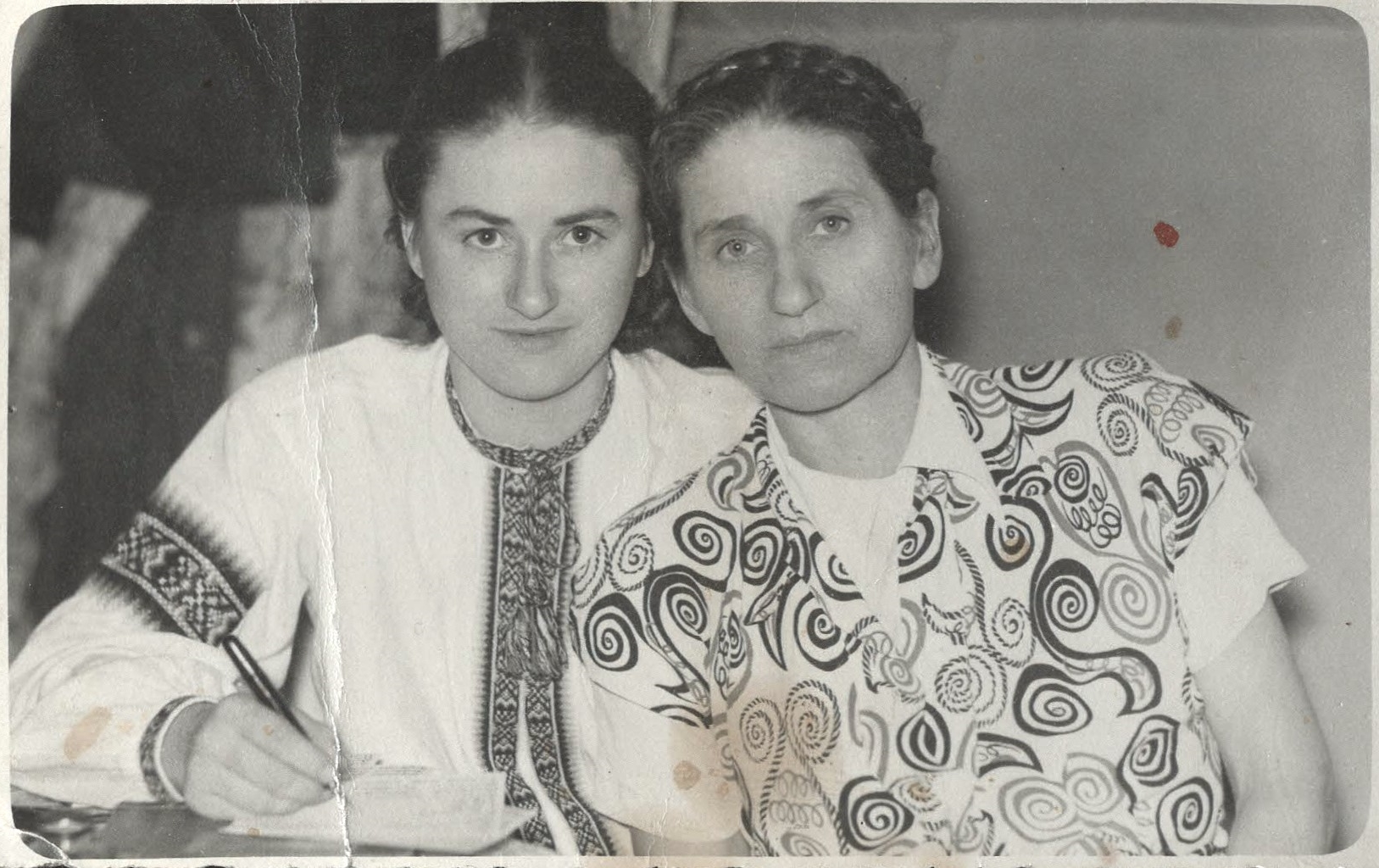
Іванна Босаків(Костюк) з матір'ю Стефанією Босаків.

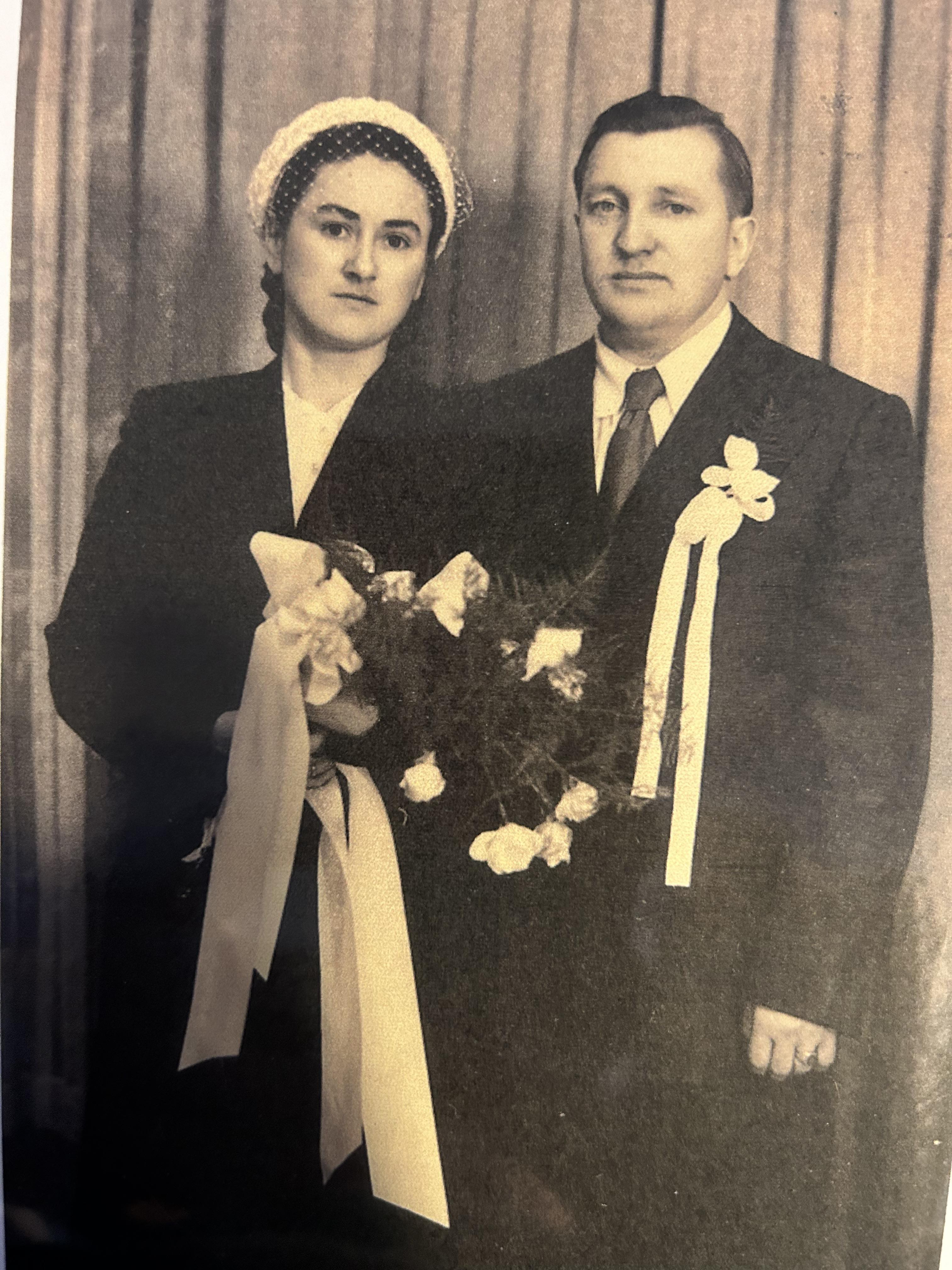
Іванна Босаків з чоловіком Володимиром Костюком

В Європі Іванна навчається на фармацевтичному факультеті Українського технічно-господарський інституту в Регенсбурзі.
Вже у Канаді Іванна (21/01/1925 – 26/12/2000) одружується з Володимиром Костюком (03/05/1921 – 19/02/2008), уродженцем с. Колінці Тлумацького повіту Станиславівського воєводства, сином Андрія Костюка (16/04/1898(10/04) – 08/01/1963)  та Марії Михалевич (26/01/1896 (26/12)– 20/04/1994).  Вони також були українськими емігрантами, що разом з Володимиром та його сестрою Терезою(01/12/1923(12/01) – 07/09/1997) емігрували до Канади.
Подружжя Босаківих(D 26 04) та Костюків(D 29 01),(D 26 01)  поховані на All Saints Cemetery - West Saint Paul, Selkirk Census Division, Manitoba, Canada.

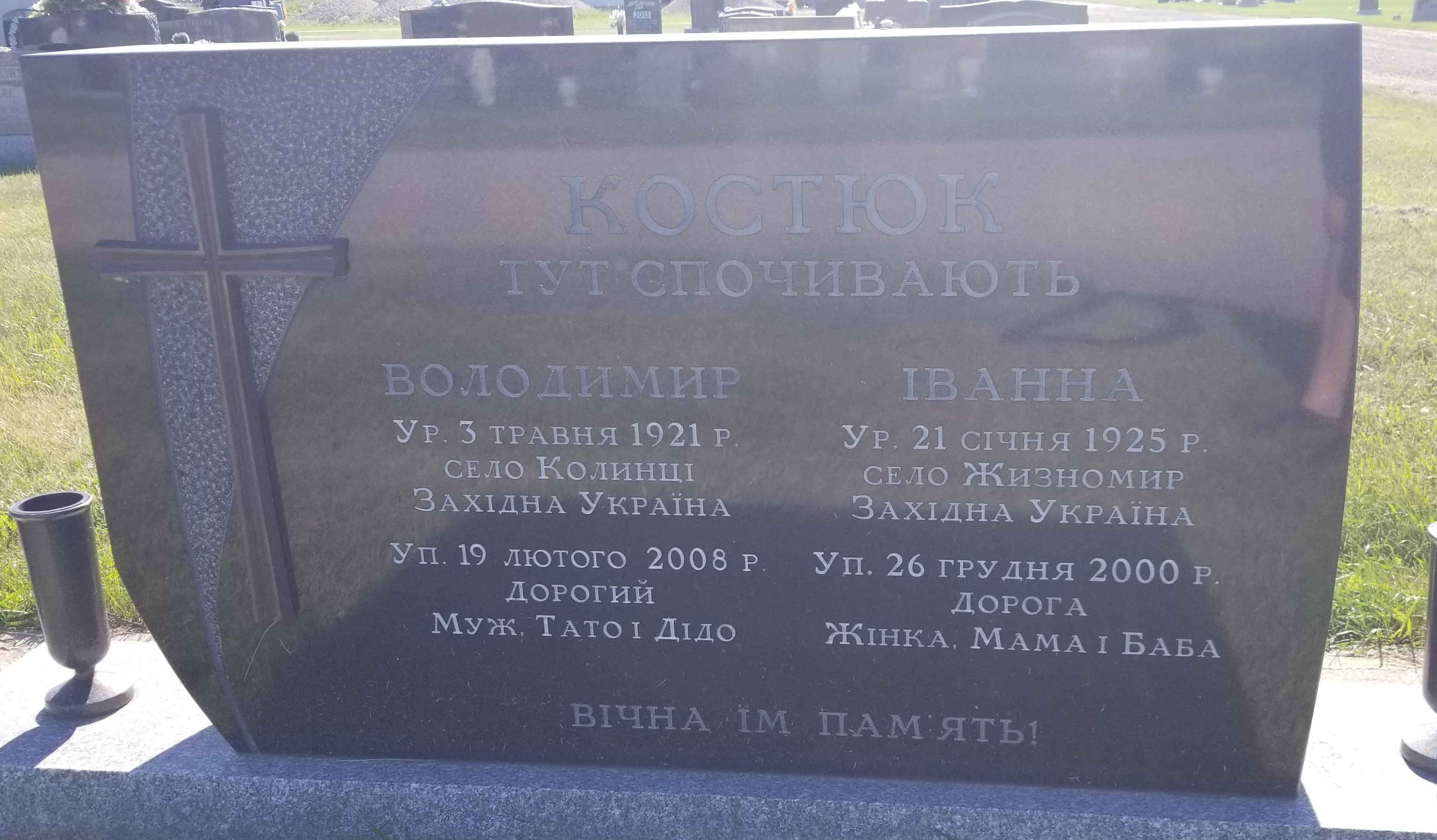
Могила Володимира та Іванни Костюк на All Saints Cemetery - West Saint Paul, Selkirk Census Division, Manitoba, Canada.

У 1953 р. коли було видано другий наклад «Історії українського війська» Іванна Костюк разом з матір’ю Стефанією Босаків були жертводавцями видання.
В подружжя народилось четверо дочок:
Maria Wasylkewycz (1952 - ). Чоловік -  Roman Wasylkewycz (28/07/1953 – 13/11/2017);
Luba Pona (1954 - ). Чоловік -  Steve Pona, що є сином українських емігрантів Nicholas Pona (21/12/1922 – 07/01/2015) та Katherine Bodnarchuk (01/06/1925 – 10/09/2011).  
Діти подружжя : 
Natalia Lian. Чоловік - Richard Madan. Другий чоловік – Сhia Lian.  Діти подружя : ….
Adriana Pona. Чоловік Talib ……. 
Renata Hernandez-Lopez. Чоловік Cristian …….
Oxana Stupak(1957 - ) . Чоловік -  Bohdan Stupak (04/06/1952 – 03/05/2017).  Діти подружжя: 
Andrew Stupak, що одружився з Jennifer Chmil;
Michael Stupak, що одружився з Kristine Randa;
Stephania Weber (1964 - )  .Чоловік -  Kurt Weber. Діти подружжя : Nina та  Daniel Weber.